# Motvarjevci
Motvarjevci (mađarski: Szécsiszentlászló) je naselje u slovenskoj Općini Moravskim Toplicama. Motvarjevci se nalazi u pokrajini Prekomurju i statističkoj regiji Pomurju. 

## Stanovništvo
Prema popisu stanovništva iz 2002. godine naselje je imalo 189 stanovnika.